# Marga d’Andurain
Pour les articles homonymes, voir Andurain.

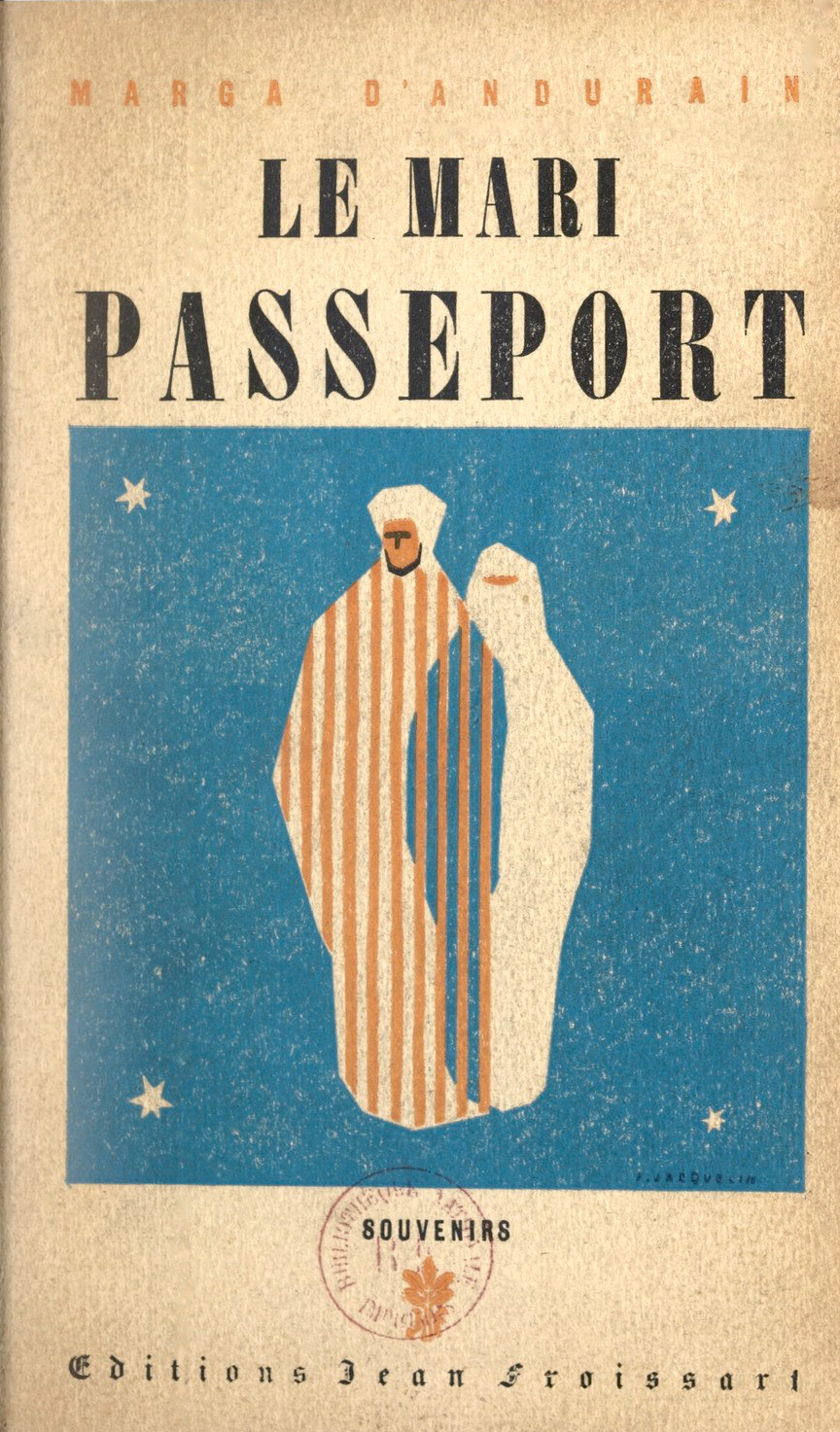

Marga d’Andurain, née Jeanne Amélie Marguerite Clérisse le 29 mai 1893 à Bayonne (France) et morte le 5 novembre 1948 dans la baie de Tanger (Maroc), est une aventurière française.
Source de nombreux fantasmes, elle fut tour à tour accusée d'espionnage, de meurtres, de trafic de drogue, de perles ou de diamants mais elle a surtout marqué son temps pour avoir tenté d'être la première Européenne à pénétrer dans la cité sainte de La Mecque en Arabie Saoudite. Elle fut assassinée à bord de son yacht, le Djéïlan, à 55 ans.

## Biographie

### Enfance et jeunesse, jusqu'au mariage
Fille de Maxime Ernest Clérisse, magistrat, juge au tribunal de Bayonne, et de Marie Jeanne Diriart, sans profession, elle grandit à Bayonne, cadette d'un frère surnommé Pitt et d'une sœur, Mathilde.
La société provinciale, catholique et traditionnelle, la considère déjà comme « rebelle ». En effet si elle reçoit l'éducation conventionnelle de son époque, qui dictait alors aux jeunes filles de se fondre dans le moule d'une féminité d'agrément et de respecter l'autorité masculine, Marguerite est indisciplinée, voire insupportable pour son entourage, et ne rentre pas dans ce cadre. Selon ses propres récits (peut-être enjolivés), sa famille aurait même tenté de la faire exorciser par l'évêque de Bayonne pendant son adolescence !
Envoyée dans un couvent espagnol, Marguerite est surnommée Marga par ses camarades, surnom qui lui restera tout au long de sa vie.
Le 13 février 1911, âgée de 17 ans, elle épouse le comte Pierre d'Andurain, un cousin rencontré deux ans plus tôt sur une plage de Biarritz.

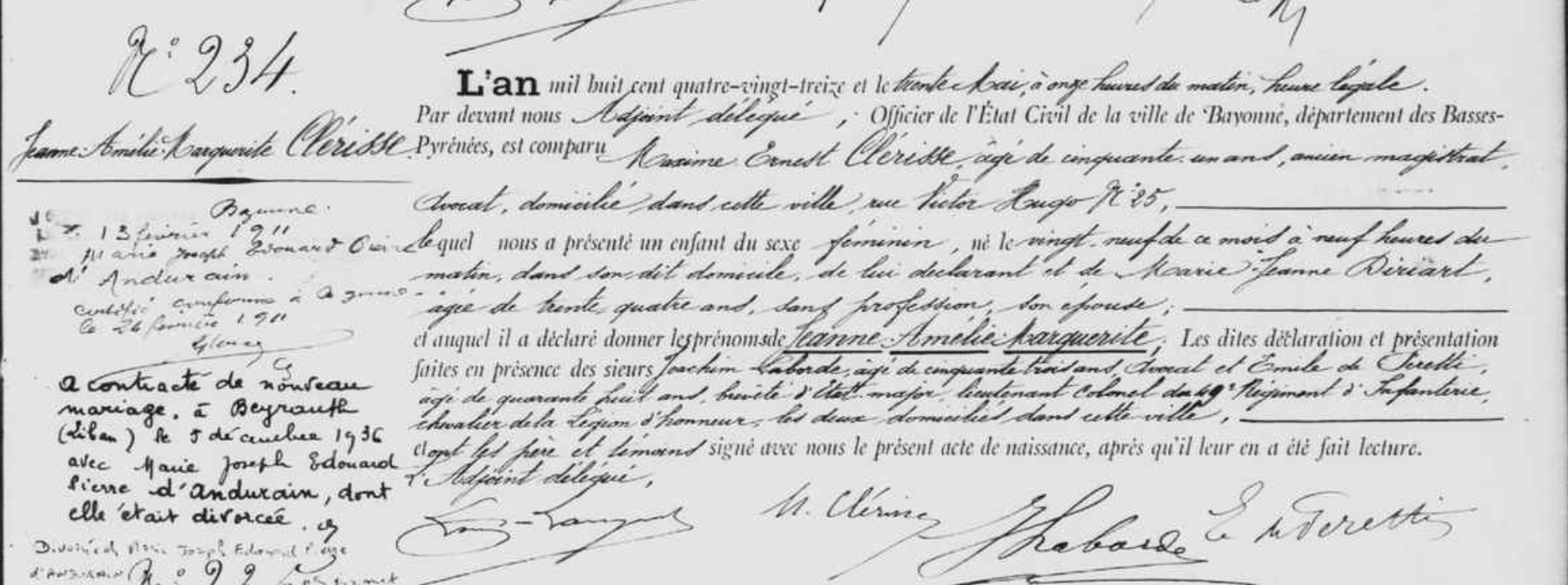
Acte de naissance de Marga d'Andurain - Extrait des registres paroissiaux et d'état civil de la ville de Bayonne - Archives départementales

### Errances
Marga et Pierre sont tous deux issus de familles de rentiers et Pierre d'Andurain rechigne à se résigner à travailler. Après leur mariage, les jeunes époux partent pour un long voyage de noces en Espagne, au Maroc puis en Algérie, où naît leur premier fils Jean-Pierre, le 4 décembre 1911. 
Mais les difficultés économiques les obligent à rentrer en France. Ils n'y resteront pas longtemps : en 1912, ils s'expatrient en Argentine, où s'installaient alors de nombreux Basques. Leur projet était alors de s'y lancer dans l'élevage de chevaux. 
Un projet qui tourne court lorsqu'éclate la Première Guerre mondiale : Pierre est décidé à se battre pour sa patrie et ils rentrent donc une nouvelle fois en France. Leur second fils, Jacques, naît le 26 novembre 1916.
La chute de la rente après la Première Guerre mondiale entraîne l'appauvrissement de la famille. Malgré la réprobation continuelle de sa famille (travailler est mal vu pour une femme de son époque), elle se lance dans deux activités : la décoration d'appartements qu'elle achète, transforme et revend, puis la production de perles artificielles. Elle crée même sa propre société, Arga !

### Sa vie au Proche Orient
En 1925, Marga hérite de son père et choisit alors de partir vivre en Orient. Elle y jouira paradoxalement d'une liberté plus grande que celle qu'elle pouvait trouver en Occident à cette époque où tout était alors régi par des codes très stricts. 
Le couple et leurs enfants retournent d'abord en Algérie, puis voyagent en Égypte et enfin en Syrie, où elle devient la propriétaire de l'hôtel Zénobie à Palmyre. Le couple y séjourne de 1927 à 1936. Dès son installation, parce qu'elle est la maîtresse d'un officier britannique, des soupçons d'espionnage pèsent sur elle, sans que jamais aucune preuve ne soit apportée. Elle laisse dire si bien que la suspicion enfle au point de devenir pour certains une vérité.
S'il n'a jamais été prouvé par qui que ce soit qu'elle fut une espionne, en revanche on peut considérer qu'elle fut une aventurière. De façon à pouvoir être la première Européenne à entrer à La Mecque, elle fait en 1933 un mariage blanc avec un bédouin et part avec lui en direction de La Mecque. Il meurt finalement de façon suspecte à Djeddah en juin 1933. Accusée d'empoisonnement, Marga d'Andurain est emprisonnée puis libérée à l'issue d'un procès. De retour en Syrie en 1935, elle se remarie avec son ancien mari Pierre, mais celui-ci est assassiné en décembre 1936 à Palmyre. Marga d'Andurain se sent alors obligée de quitter l'Orient.
Comme beaucoup, elle mène ensuite une vie difficile en Europe pendant la guerre. Elle chercha à résoudre ses problèmes financiers, notamment par des trafics (de tableaux surtout) et du marché noir. Elle est accusée, puis blanchie, d'avoir empoisonné son filleul en 1945.
À 55 ans, elle disparaît à bord de son yacht le Djéïlan dans la baie de Tanger. Son corps, jeté à la mer par ses assassins, ne fut jamais retrouvé.
La vie de Marga d'Andurain a fait l'objet de quelques biographies qui, faute de preuves tangibles, cherchent surtout à en tirer quelque argent. La plupart du temps, partant de ce qui est connu, ces biographies s'alimentent des fantasmes que l'aventurière a su susciter.
Marga d'Andurain est la grand-mère paternelle de l'historienne Julie d'Andurain.

## Publications
- Marga d’Andurain, Sous le voile de l’Islam, Paris, L’Intransigeant, 1934 (OCLC 1330205181, lire sur Wikisource).
- Marga d’Andurain, Le Mari Passeport, Paris, Éditions Jean Froissard, 1947 (OCLC 369724346, BNF 31721737, lire sur Wikisource).